# Berhane Adere
Berhane Adere Debala, etiopska atletinja, * 21. julij 1973, Shewa, Etiopija.
Nastopila je na poletnih olimpijskih igrah v letih 1996, 2000 in 2008, leta 2000 je osvojila najboljšo uvrstitev z dvanajstim mestom v teku na 10000 m. Na svetovnih prvenstvih je osvojila naslov prvakinje v isti disciplini leta 2003 ter srebrni medalji v letih 2001 in 2005, na svetovnih dvoranskih prvenstvih pa naslov prvakinje v teku na 3000 m leta 2003 in srebrno medaljo leta 2004.